# Football Club Utrecht 2015-2016
Questa voce raccoglie le informazioni riguardanti il Football Club Utrecht  nelle competizioni ufficiali della stagione 2015-2016.

## Stagione
Nella stagione 2015-2016 l'FC Utrecht ha disputato l'Eredivisie, massima serie del campionato olandese, terminando il torneo al quinto posto con 53 punti conquistati in 34 giornate, frutto di 15 vittorie, 8 pareggi e 11 sconfitte. Grazie a questa posizione, l'Utrecht ha avuto accesso ai play-off per decretare un'ammissione alla UEFA Europa League: dopo aver sconfitto in semifinale il PEC Zwolle, è arrivata la sconfitta nel doppio confronto con l'Heracles Almelo. Nella KNVB beker l'FC Utrecht è sceso in campo dal secondo turno, arrivando fino alla finale del trofeo, dove è stato, però, sconfitto dal Feyenoord per 2-1.

## Maglie
| Casa | Trasferta | Terza maglia |

## Rosa
| N. |                        | Ruolo | Calciatore                |
| -- | ---------------------- | ----- | ------------------------- |
| 1  | Paesi Bassi (bandiera) | P     | Robbin Ruiter             |
| 2  | Paesi Bassi (bandiera) | D     | Mark van der Maarel       |
| 3  | Paesi Bassi (bandiera) | D     | Ramon Leeuwin             |
| 5  | Paesi Bassi (bandiera) | D     | Christian Kum             |
| 6  | Paesi Bassi (bandiera) | C     | Yassin Ayoub              |
| 7  | Germania (bandiera)    | C     | Rico Strieder             |
| 8  | Paesi Bassi (bandiera) | C     | Willem Janssen (capitano) |
| 9  | Paesi Bassi (bandiera) | A     | Ruud Boymans              |
| 10 | Paesi Bassi (bandiera) | A     | Nacer Barazite            |
| 11 | Germania (bandiera)    | C     | Andreas Ludwig            |
| 12 | Paesi Bassi (bandiera) | D     | Jeff Hardeveld            |
| 14 | Paesi Bassi (bandiera) | D     | Timo Letschert            |
| 15 | Paesi Bassi (bandiera) | C     | Mark Diemers              |
| 16 | Polonia (bandiera)     | P     | Filip Bednarek            |
| 17 | Paesi Bassi (bandiera) | D     | Sean Klaiber              |
| 18 | Stati Uniti (bandiera) | A     | Rubio Rubin               |

| N. |                        | Ruolo | Calciatore          |
| -- | ---------------------- | ----- | ------------------- |
| 19 | Paesi Bassi (bandiera) | D     | Ruben Ligeon        |
| 20 | Francia (bandiera)     | D     | Louis Nganioni      |
| 21 | Svezia (bandiera)      | A     | Kristoffer Peterson |
| 22 | Francia (bandiera)     | A     | Sébastien Haller    |
| 23 | Paesi Bassi (bandiera) | C     | Bart Ramselaar      |
| 24 | Paesi Bassi (bandiera) | D     | Yannick Cortie      |
| 24 | Danimarca (bandiera)   | D     | Kevin Conboy        |
| 25 | Marocco (bandiera)     | C     | Sofyan Amrabat      |
| 27 | Paesi Bassi (bandiera) | C     | Nassir El Aissati   |
| 28 | Paesi Bassi (bandiera) | A     | Issa Kallon         |
| 31 | Paesi Bassi (bandiera) | P     | Menno Heus          |
| 34 | Paesi Bassi (bandiera) | D     | Jelle de Lange      |
| 37 | Paesi Bassi (bandiera) | A     | Patrick Joosten     |
| 38 | Paesi Bassi (bandiera) | D     | Darren Rosheuvel    |
| 44 | Paesi Bassi (bandiera) | A     | Rodney Antwi        |
| 47 | Paesi Bassi (bandiera) | D     | Giovanni Troupée    |

## Risultati

### Coppa dei Paesi Bassi
| Arbitro: | Björn Kuipers |

|                                |           |             |
| Kramer 42’ Bednarek 75’ (aut.) | Marcatori | 51’ Leeuwin |

## Statistiche

### Statistiche di squadra
| Competizione          | Punti | In casa | In casa | In casa | In casa | In casa | In casa | In trasferta | In trasferta | In trasferta | In trasferta | In trasferta | In trasferta | Totale | Totale | Totale | Totale | Totale | Totale | DR  |
| Competizione          | Punti | G       | V       | N       | P       | Gf      | Gs      | G            | V            | N            | P            | Gf           | Gs           | G      | V      | N      | P      | Gf     | Gs     | DR  |
| --------------------- | ----- | ------- | ------- | ------- | ------- | ------- | ------- | ------------ | ------------ | ------------ | ------------ | ------------ | ------------ | ------ | ------ | ------ | ------ | ------ | ------ | --- |
| Eredivisie            | 53    | 17      | 9       | 4       | 4       | 30      | 24      | 17           | 6            | 4            | 7            | 27           | 24           | 34     | 15     | 8      | 11     | 57     | 48     | +9  |
| Eredivisie - play-off | -     | 2       | 1       | 0       | 1       | 5       | 4       | 2            | 0            | 2            | 0            | 1            | 1            | 4      | 1      | 2      | 1      | 6      | 5      | +1  |
| Coppa dei Paesi Bassi | -     | 2       | 2       | 0       | 0       | 8       | 3       | 3            | 3            | 0            | 0            | 10           | 1            | 5      | 4      | 0      | 1      | 19     | 6      | +13 |
| Totale                | -     | 21      | 12      | 4       | 5       | 43      | 31      | 22           | 9            | 6            | 7            | 38           | 26           | 43     | 20     | 10     | 13     | 82     | 59     | +23 |